# 日本関係記事の一覧
日本関係記事の一覧（にほんかんけいきじのいちらん）は、日本に関係する記事を一覧としてまとめたものである。

## アルファベット順の索引
- 日本関係記事の一覧 (0–9)（英語版）
- 日本関係記事の一覧 (A)（英語版）
- 日本関係記事の一覧 (B)（英語版）
- 日本関係記事の一覧 (C)（英語版）
- 日本関係記事の一覧 (D)（英語版）
- 日本関係記事の一覧 (E)（英語版）
- 日本関係記事の一覧 (F)（英語版）
- 日本関係記事の一覧 (G)（英語版）
- 日本関係記事の一覧 (H)（英語版）
- 日本関係記事の一覧 (I)（英語版）
- 日本関係記事の一覧 (J)（英語版）
- 日本関係記事の一覧 (K)（英語版）
- 日本関係記事の一覧 (L)（英語版）
- 日本関係記事の一覧 (M)（英語版）
- 日本関係記事の一覧 (N)（英語版）
- 日本関係記事の一覧 (O)（英語版）
- 日本関係記事の一覧 (P)（英語版）
- 日本関係記事の一覧 (Q–R)（英語版）
- 日本関係記事の一覧 (S)（英語版）
- 日本関係記事の一覧 (T)（英語版）
- 日本関係記事の一覧 (U–V)（英語版）
- 日本関係記事の一覧 (W–X)（英語版）
- 日本関係記事の一覧 (Y–Z)（英語版）

## その他の一覧
- 日本の地方公共団体一覧
- 日本人の一覧
- 日本一の一覧